# مارلون بيرد
مارلون بيرد (بالإنجليزية: Marlon Byrd) هو لاعب كرة قاعدة أمريكي، ولد في 30 أغسطس 1977 في بوينتون في الولايات المتحدة.

## وصلات خارجية
- مارلون بيرد على موقع دوري كرة القاعدة الرئيسي (الإنجليزية)
- مارلون بيرد على موقعبيزبول رفرنس.كوم (الدوري الرئيسي) (الإنجليزية)
- مارلون بيرد على موقعبيزبول رفرنس.كوم (الدوري الثانوي) (الإنجليزية)
- مارلون بيرد على موقع إي إس بي إن.كوم (أم.أل.بي) (الإنجليزية)
- مارلون بيرد على موقع مشجعي الرسوم البيانية (الإنجليزية)